# Arquidiócesis de Nampula
La arquidiócesis de Nampula (en latín: Archidioecesis Nampulensis y en portugués: Arquidiocese de Nampula) es una circunscripción eclesiástica de la Iglesia católica en Mozambique. Se trata de una arquidiócesis latina, sede metropolitana de la provincia eclesiástica de Nampula. Desde el 11 de abril de 2017 su arzobispo es Inácio Saúre, de los Misioneros de la Consolata. 

## Territorio y organización
La arquidiócesis tiene 51 000 km² y extiende su jurisdicción sobre los fieles católicos de rito latino residentes en la parte meridional de la provincia de Nampula, comprendiendo los distritos de: Angoche, Lalaua, Larde (creado en 2013 con los puestos administrativos de Larde y de Mucuali del distrito de Moma), Malema, Meconta, Mecubúri, Mogovolas, Moma, Muecate, Murrupula, Nampula (creado en 2013 con la ciudad de Nampula más el puesto administrativo de Anchilo del distrito de Nampula-Rapale), Rapale (llamado hasta 2013 Nampula-Rapale) y Ribáuè.
La sede de la arquidiócesis se encuentra en la ciudad de Nampula, en donde se halla la Catedral de Nuestra Señora de Fátima.
La arquidiócesis tiene como sufragáneas a las diócesis de: Alto Molocue, Gurué, Lichinga, Nacala y Pemba.
En 2021 en la arquidiócesis existían 43 parroquias.

## Historia
La diócesis de Nampula fue erigida el 4 de septiembre de 1940 mediante la bula Sollemnibus Conventionibus del papa Pío XII, obteniendo el territorio de la suprimida prelatura territorial de Mozambique, una de cuyas partes al mismo tiempo fue erigida en la arquidiócesis de Lourenço Marques (hoy arquidiócesis de Maputo y la diócesis de Nampula se convirtió en su sufragánea. Su territorio abarcaba en la entonces Colonia de Mozambique la provincia de Niassa.
Al establecerse una nueva división administrativa de la Colonia de Mozambique el 1 de enero de 1943, la diócesis quedó abarcando el distrito de Niassa. El 20 de octubre de 1954 de este distrito se separaron los nuevos distritos de Cabo Delgado y Mozambique.
El 5 de abril de 1957 cedió una parte de su territorio (distrito de Cabo Delgado) para la erección de la diócesis de Porto Amelia (hoy diócesis de Pemba) mediante la bula Quandoquidem del papa Pío XII.
El 21 de julio de 1973 cedió otra parte de su territorio (distrito de Niassa) para la erección de la diócesis de Villa Cabral (hoy diócesis de Lichinga) mediante la bula Nampulensis del papa Pablo VI. La diócesis de Nampula quedó solo abarcando el distrito de Mozambique, que ese mismo año es renombrado a Isla.
El 25 de junio de 1975 Mozambique obtuvo la independencia de Portugal y en 1977 el distrito de Mozambique pasó a llamarse distrito de Nampula, y desde 1978 provincia de Nampula. 
El 4 de junio de 1984 fue elevada al rango de arquidiócesis metropolitana con la bula Quo efficacius del papa Juan Pablo II, pasando a ser sus sufragáneas las diócesis de Lichinga y Pemba.
El 11 de octubre de 1991 cedió otra porción de su territorio: el área antes llamada Ilha de Moçambique, compuesta por los entonces distritos de Namapa, Memba, Nacaroa, Monapo, Mogincual, Mossuril, Nacala-a-Velha, Nacala Porto y la ciudad de Isla de Mozambique; para la erección de la diócesis de Nacala mediante la bula In Mozambicano del papa Juan Pablo II.
En 2017 recibió como sufragánea a la diócesis de Gurué, transferida desde la provincia eclesiástica de la arquidiócesis de Beira.
El 23 de enero de 2025 recibió como sufragánea a la diócesis de Alto Molocue, erigida ese día por el papa Francisco.

## Estadísticas
Según el Anuario Pontificio 2022 la arquidiócesis tenía a fines de 2021 un total de 561 310 fieles bautizados.
| Año                                                                             | Población            | Población | Población      | Sacerdotes | Sacerdotes    | Sacerdotes    | Bautizados por sacerdote | Diáconos permanentes | Religiosos | Religiosos | Parroquias |
| Año                                                                             | Bautizados católicos | Total     | % de católicos | Total      | Clero secular | Clero regular | Bautizados por sacerdote | Diáconos permanentes | Varones    | Mujeres    | Parroquias |
| ------------------------------------------------------------------------------- | -------------------- | --------- | -------------- | ---------- | ------------- | ------------- | ------------------------ | -------------------- | ---------- | ---------- | ---------- |
| 1949                                                                            | 31 041               | 1 919 767 | 1.6            | 74         | 4             | 70            | 419                      |                      | 51         | 57         | 4          |
| 1970                                                                            | 224 342              | 1 850 000 | 12.1           | 87         | 12            | 75            | 2578                     |                      | 105        | 125        | 8          |
| 1980                                                                            | 248 752              | 1 973 000 | 12.6           | 44         | 6             | 38            | 5653                     | 1                    | 56         | 82         | 52         |
| 1990                                                                            | 295 340              | 3 003 000 | 9.8            | 46         | 6             | 40            | 6420                     |                      | 57         | 115        | 55         |
| 1999                                                                            | 245 845              | 2 000     | 12.3           | 43         | 17            | 26            | 5717                     |                      | 40         | 143        | 36         |
| 2000                                                                            | 261 833              | 2 000     | 13.1           | 39         | 17            | 22            | 6713                     |                      | 54         | 156        | 36         |
| 2001                                                                            | 274 678              | 2 000     | 13.7           | 47         | 20            | 27            | 5844                     |                      | 65         | 148        | 37         |
| 2002                                                                            | 493 016              | 2 300 000 | 21.4           | 70         | 20            | 50            | 7043                     |                      | 95         | 110        | 37         |
| 2003                                                                            | 307 214              | 2 600 000 | 11.8           | 53         | 23            | 30            | 5796                     |                      | 78         | 138        | 37         |
| 2004                                                                            | 308 111              | 2 700 000 | 11.4           | 67         | 36            | 31            | 4598                     |                      | 82         | 144        | 37         |
| 2013                                                                            | 448 289              | 3 474 000 | 12.9           | 76         | 36            | 40            | 5898                     |                      | 98         | 161        | 40         |
| 2016                                                                            | 499 000              | 3 698 000 | 13.5           | 78         | 44            | 34            | 6397                     |                      | 81         | 197        | 40         |
| 2019                                                                            | 536 700              | 4 000     | 13.4           | 86         | 52            | 34            | 6240                     |                      | 82         | 197        | 40         |
| 2021                                                                            | 561 310              | 4 208 000 | 13.3           | 90         | 56            | 34            | 6236                     |                      | 82         | 197        | 40         |
| Fuente: Catholic-Hierarchy, que a su vez toma los datos del Anuario Pontificio. |                      |           |                |            |               |               |                          |                      |            |            |            |

## Episcopologio
- Teófilo José Pereira de Andrade, O.F.M. † (12 de mayo de 1941-17 de febrero de 1951 renunció[nota 1])
- Manuel de Medeiros Guerreiro † (2 de marzo de 1951-30 de noviembre de 1966 retirado[nota 2])
- Manuel Vieira Pinto † (21 de abril de 1967-16 de noviembre de 2000 retirado)
- Tomé Makhweliha, S.C.I. (16 de noviembre de 2000-25 de julio de 2016 renunció)[nota 3]
- Inácio Saúre, I.M.C., desde el 11 de abril de 2017